# سانيا مالهوترا
سانيا مالهوترا (بالهندية: सानिया मल्होत्रा؛ بالإنجليزية: Sanya Malhotra) هي ممثلة هندية، ولدت في 25 فبراير 1992 في دلهي في الهند.

## أعمال

### أفلام
- دانجال[5]

## وصلات خارجية
- سانيا مالهوترا على موقع IMDb (الإنجليزية)
- سانيا مالهوترا على موقع قاعدة بيانات الفيلم (الإنجليزية)